# Paweł Barański (poeta)
Paweł Barański (ur. 25 stycznia 1978 w Katowicach) – polski poeta, redaktor, aktywista społeczny, animator kultury. W latach 1998–1999 główny animator Grupy poetyckiej Estakada działającej przy Teatrze GuGalander w Katowicach. Pomysłodawca i organizator Ogólnopolskich Konkursów Poetyckich: „Przeciw Poetom”, „De-konstrukcje”, „Aber-racje”. Stypendysta miasta Sosnowca w dziedzinie kultury za rok 2014.
Były redaktor „Zagłębiarki” i redaktor naczelny medium zaangażowanego „Neurokultura”. Swój debiut literacki miał na łamach Wiadomości Kulturalnych w 1994 roku. Publikował m.in. w: „Odrze”, „Nowej Okolicy Poetów”, „Ha!arcie”, „Megalopolis”, „Undergruncie”, „Ricie Baum”, „Pro-Arte”, „Frazie”, „Śląsku”, „Przeglądzie Artystyczno-Literackim”.

## Twórczość literacka

### Poezja
- Smętni biesiadnicy, wyd. Instytut Wydawniczy Świadectwo, Bydgoszcz 1999, ISBN 83-87531-03-0.
- Jesień. Wiosna samobójców, Stowarzyszenie Pisarzy Polskich, Katowice 2000, ISBN 83-908172-7-6.

## Nagrody
- I miejsce w Turnieju Poetyckim im. Rafała Wojaczka w Mikołowie, 1999 roku za wiersz Dad’art[5]